# ده‌پایان
ده‌پایان (Decapoda) راسته‌ای از بندپایان سخت‌پوست شامل خرچنگ‌های دریایی، میگو و شاه‌می‌گوی آب شیرین است و به صورت سنگواره در لایه‌های مربوط به دوران سوم زمین‌شناسی به بعد یافت می‌شوند.
ده‌پایان از رده نرم‌زرهیان (Malacostraca) و بالاراسته هومیگویان (Eucarida) هستند.